# Nomada bluethgeni
Nomada bluethgeni ist eine Biene aus der Familie der Apidae. 

## Merkmale
Die Bienen haben eine Körperlänge von 4 bis 5 Millimeter. Der Kopf und der Thorax der Weibchen sind schwarz und haben eine ausgeprägte rote Zeichnung. Die Tergite sind rot bis dunkel rotbraun. Das Labrum ist rot und hat hinter dem Vorderrand einen gezähnten Quergrat. Das dritte Fühlerglied ist viel länger als das vierte. Das flache Schildchen (Scutellum) fällt nach hinten schräg ab und ist grob punktförmig strukturiert. Die Schienen (Tibien) der Hinterbeine sind am Ende zu einer stumpfen Spitze ausgezogen und haben kleine Dornen, die nicht nebeneinander liegen. Bei den Männchen ist der Körper schwarz mit gelben Flecken. Das Labrum ist schwarz mit gelbem Rand. Es hat vor dem Vorderrand einen krenulierten Grad. Das dritte Fühlerglied ist länger als das vierte. Das vierte bis achte Glied ist knotig verdickt. Das flache Schildchen ist schwarz. Die Schenkel (Femora) der Hinterbeine haben unten eine lockere Haarfranse, die basal lang und gegen Ende zunehmend kürzer wird. Die Schienen der Hinterbeine sind am Ende zu einer Spitze ausgezogen, haben ein Borstenhaar und zwei oder drei blasse kleine Dornen.

## Vorkommen und Lebensweise
Die Art ist von Frankreich und Italien über Mitteleuropa in den Balkan verbreitet. Die Tiere fliegen in zwei Generationen von April bis Juni und von Juli bis August. Die Art parasitiert Lasioglossum marginellum.

## Belege
Felix Amiet, M. Herrmann, A. Müller, R. Neumeyer: Fauna Helvetica 20: Apidae 5. Centre Suisse de Cartographie de la Faune, 2007, ISBN 978-2-88414-032-4.

## Weblink
- Nomada bluethgeni in der Roten Liste gefährdeter Arten der IUCN 2013.2. Eingestellt von: Smit, J., 2013. Abgerufen am 20. Februar  2014.